# Kłoniecznica
Kłoniecznica – rzeka, prawy dopływ Zbrzycy o długości 19,58 km. 
Przepływa południkowo przez Pojezierze Bytowskie, Zaborski Park Krajobrazowy i Równinę Charzykowską w województwie pomorskim. W górnym biegu Kłoniecznica przepływa przez jeziora rynnowe: Kłączno, Małe i Kielskie. Zdecydowana większość biegu rzeki to przepływ przez kompleks leśny Borów Tucholskich. Miejscowości położone nad Kłonecznicą to Rynszt, Hamer-Młyn, Stoltmany, Sątoczno.